# 坂本真一 (俳優)
坂本 真一（さかもと しんいち、1989年6月6日 - ）は、日本の俳優。福岡県出身。

## 略歴
身長：170cm。B：87cm、W：73cm、H：88cm。靴のサイズ：26.5cm。血液型はA型。
趣味は映画鑑賞、料理。特技、ビリヤード、野球では甲子園出場を果たしている。資格、温泉ソムリエ、環境カオリスタ検定。
舞台チーム「朝劇 明大前」のメンバーである。
WaVe’Sの主宰を務める。
2021年7月22日、同郷在住の女優・タレント 桃咲まゆ（トキヲイキル在籍）と結婚を報告、一子を授かる。

## 出演テレビ
2013年
- 『火怨・北の英雄アテルイ伝』（2013年1月11日）
- 『希望の翼〜あの時、ぼくらは13歳だった〜』（2013年3月2日、TVK）
- 『真夜中のパン屋さん』（2013年4月28日、NHKプレミアム）
- 『第64回NHK紅白歌合戦』（2013年12月31日、NHK総合） 金爆ダンサーズ（ゴールデンボンバーのバックダンサー）

2014年
- 『慰謝料弁護士〜あなたの涙、お金に変えましょう〜』（2014年1月9日、日本テレビ系）
- 『東京が戦場になった日』（2014年3月15日、NHKスペシャル）

2015年
- 『痛快TVスカッとジャパン』（2015年3月23日、フジテレビ系） - 再現VTR 松宮 役

## 出演映画
2015年
- 『表と裏』（2015年3月）
- 『予告犯』（2015年6月6日）

2016年
- 短編『LADY'S SIDE』（2016年12月18日） - 主演：氷川隼人 役

2017年
- 短編『LADY’S SIDE season2』（2017年4月23日） - 主演：氷川隼人 役
- 短編『tenkoすちゅーでんつ』（2017年7月11日） - 主演：佐々原壱哉 役
- 短編『未来夜曲』（2017年7月27日） - 主演：ゆうた 役

2022年
- 『学園探偵薔薇戦士〜薔薇戦士誕生〜』 - 稲垣丈一郎 役

2023年
- 『学園探偵薔薇戦士 放課後探偵始動〜顔の無い乙女を探せ〜』 - 稲垣丈一郎 役

## 出演オリジナルビデオ
2014年
- ZENピクチャーズ『JKスレイヤー 迦楼羅編』（2014年11月14日発売） - 織田静馬 役

## 出演舞台・ミュージカル
2013年
- みせ者『失わなかった者たち』（2013年11月21日 - 24日、高田馬場ラビネスト） - リョウジ 役

2014年
- STYLISH BOYS 1st stage『マジハウス』（2014年4月30日 - 5月5日、中野BONBON） - 虎居 役
- 演劇集団アトリエッジ『流れる雲よ』（2014年5月28日 - 6月8日、中野ザ・ポケット） - 青木剛 役
- ブルーカバーアクターズPresents『デバッグトレジャー』（2014年10月2日 - 5日、新宿村LIVE） -米光/スナイダー 役

2015年
- FPアドバンス『奇跡を起こした犬』（2015年2月17日 - 21日、シアターKASSAI） - キジ/藤井幸之助 役
- 劇団アルファー『櫻の國の傳説』（2015年4月1日 - 5日、中野ザ・ポケット） - 野村秀人 役
- 株式会社FMS『最後の愛人』（2015年6月24日 - 28日、サンモールスタジオ） - 寺坂 役
- 株式会社Freek『サンドイッチの作り方』（2015年9月19日 - 22日、銀座みゆき館） - 圭介 役
- 『ミュージカル風雲新撰組 -月影-』（2015年11月27日 - 29日、シアター1010） - 松原忠司 役
- 株式会社FreeK リーディングライブ『UBUGOE〜voice of comedy〜 vol.8』（2015年12月16日、かめありリリオホール）

2016年
- amipro『覇権DO！！〜戦国高校天下布武〜』（2016年7月13日 - 18日、新宿村LIVE） - ユーキ 役
- Am-bitioNプロデュース公演『ヒカケン〜非科学的超常現象研究会のなんでもない1日〜』（2016年8月26日 - 28日、武蔵野芸能劇場 小劇場） - 加藤光一 役
- 主催『みっくすぼっくすvol.4-コント公演-』（2016年10月7日 - 9日、じゃがいも村小劇場）
- 『RPG』（2016年11月23日 - 27日、築地ブティストホール） - 伊達 役
- Am-bitioNプロデュース公演『VSクリスマス』（2016年12月21日 - 25日、新宿シアターモリエール） - 明 役

2017年
- Office54『47男子』（2017年1月12日 - 15日、座・高円寺2） - 福岡神 役
- しまぁ〜ん共和国第8回公演『HOTEL死界覚』（2017年3月29日 - 4月2日、新宿村LIVE） - 先生 役
- comico『咲くは江戸にもその素質』（2017年5月3日 - 7日、東京公演：大和田伝承ホール / 2017年5月10日 - 12日、大阪公演：朝日放送ABCホール） - 犬川荘助 役
- Allen suwaru Lab Vol.3『ヘイキン。』（2017年6月27日 - 7月2日、阿佐ヶ谷アルシェ） - 6月28日ゲスト出演
- ヘドロットングループ初公演『スナック玉ちゃん』（2017年7月21日 - 23日、新宿シアターモリエール） - タカシ 役
- 平成時代劇 片肌☆倶利伽羅紋紋一座「ざ☆くりもん」第二十二回本公演 ミュージカル『高松心中 〜坊主と花魁の四十九日〜』（2017年8月9日 - 13日、池袋シアターグリーン BOX in BOX THEATER） - 残念 役
- レティクル東京座 N<ニュートラル>エンタメ公演『皇宮陰陽師アノハ』（2017年9月27日 - 10月2日、池袋シアターグリーン BIG TREE THEATER） - 蘆屋ホクト 役

2018年
- Am-bitioNプロデュース公演『Hi☆Jack!!』（2018年1月30日 - 2月4日、築地ブディストホール） - 武田徹 役
- フライドBALL企画vol.25『トンネルの向こう側で・・・』（2018年4月26日 - 29日、明石スタジオ） - 主演：戸田一真 役
- レティクル東京座 D〈ダーク〉エンタメ公演『氷雨丸 -常花の青年遊廓-』（2018年6月6日 - 10日、新宿村LIVE） - 密や 役
- 流星レトリックpresents reading live『Celestine #1』(2019年6月16日、17日、BAR DREAMS)
- Rave Amenity 初本公演2018『サプライズって大っ嫌い！？』(2019年6月19日−24日、大塚ドリームシアター) - 23日ゲスト出演
- 少年Komplex『ANIMAL・WONDER・WORLD』（2018年7月12日 - 16日、ラゾーナ川崎プラザソル） - ベンテ 役
- オムニバスコント『実弾生活19 ウルトラコブラ』（2018年9月6日 - 10日、下北沢駅前劇場）
- amiproミュージカル『ふしぎ遊戯-蒼ノ章-』（2018年10月13日 - 21日、全労済ホール スペース・ゼロ） - 夕城奎介 役
- タグステ『YOSHITSUNE 〜呪われた英雄〜』(2018年12月5日 - 9日、新宿シアターモリエール) - 泰衡 役
- RaveAmenity 第2回本公演『クリスマスって大っ嫌い！？』(2018年12月21日 - 24日、大塚ドリームシアター)

2019年
- ミュージカル『新・僕と幻の図書館。』(2019年1月18日、19日、大和田伝承ホール） - 稚武彦命 役
- 舞台『sublimation』(2019年1月30日 - 2月3日、劇場シアター風姿花伝) - ガオ・ジエンシャン 役
- 五十嵐家ファンクラブ集会vol.1『これはイベントですか？いいえコントライブです2019春一番』(2019年2月23日、SpaceCUBE） - ゲスト出演
- LoKiプロデュース企画vol.2『おっさんず⑧』(2019年3月9日 - 17日、Theater新宿スターフィールド） - 兵藤圭介 役
- タグステ『真・YOSHITSUNE』(2019年4月24日 - 28日、CBGK シブゲキ!!） - 泰衡 役
- 朝劇明大前『GOOD TIME LOVE』(2019年5月12日、9月22日、11月24日、ダイニングバー KUU） - 近藤 隆史 役
- toshiLOG vol.3『ZERO』(2019年6月12日 - 16日、六行会ホール) - 北里潤 役
- Thavman『ありすいんわんだーらんず』(2019年7月17日 - 21日、中野ザ・ポケット) - 王子 役
- LoKi Produce Vol.3『GIRLS FOREVER?』(2019年9月26日 - 29日、築地ブディストホール） - 長沢 / リヴァイアサン 役
- milestone vol.不『Re:turn〜過去と未来』(2019年10月10日 - 21日、Geki地下リバティ） - マスター 役
- 縁劇ユニット流星レトリック『君に捧げる花ことば』(2019年11月1日 - 10日、新宿サンモールスタジオ) - 黄金崎栄吉郎 役
- 演劇ユニット THE TEAM 第一回公演『コップの中の嵐』(2019年12月4日 - 8日、新宿シアターブラッツ） - 小池渉 役

2020年
- 五十嵐家ファンクラブ集会vol.5『新春！新笑！そして新章へ！』(2020年1月11日、Studio K (Studio 2)） - ゲスト出演
- BEboxプロデュース朗読劇『Dream Lesson〜2020in FUKUOKA〜』(2020年1月30日 - 2月2日、あるあるシティホログラムシアター） - シロク 役
- 朝劇明大前『概念衝突レストラン』(2020年3月22日、ダイニングバーKUU)
- オンラインラジオシネマvol.1 朗読劇『それぞれの運命』(2020年5月25日、26日)

2021年
- 『YOSHITSUNE廻』(2021年5月26日 - 30日、天空劇場） - 泰衡 役
- 『私のエンドロール』(2021年10月27日 - 31日、中目黒キンケロシアター） - 高橋隼也 役
- 『かあちゃんにしかわからないこと』(2021年12月25日 - 30日、新宿スターフィールド） - 主演 原田直生 役

2022年
- 『かあちゃんにしかわからないこと』(2022年2月18日 - 20日、福岡ぽんプラザホール） - 主演 原田直生 役
- 『忍者』(2022年3月16日 - 20日、テアトルBONBON） - ハンタ 役
- 五十嵐啓輔オムニバスコメディ作品集『バブルメイカー 〜 夏の自由研究 〜』(2022年7月27日 - 8月1日、四谷3丁目ドリームシアター)
- 劇団シアターザロケッツ第十四回舞台公演『エスパーの卒業式』(2022年10月19日 - 23日、六行会ホール） - ダーリン 役
- トキヲイキル５周年記念公演『時ヲ生キル』(2022年11月9日 - 13日、レソラNTT夢天神ホール） - 藤村外記 役

2023年
- WaVe’S旗揚げ公演『不咲息子〜さかずきっず〜』（2023年3月22日 - 26日、コフレリオ新宿シアター） - マイケルクロサワ 役
- UGM Kreis SECOND STEP『こぼれるかけら』（2023年4月12日 - 16日、Hall Mixa） - 篠田和樹 役
- 朝劇明大前『謎解きゲームビッグボーナス』（2023年4月30日、明大前ダイニングバーKUU）
- WaVe’S第2回公演『恋獄プリズン』（2023年9月13日 - 17日、コフレリオ新宿シアター） - 大通秀郎 役
- 『リベンジ・ライフ』（2023年11月22日 - 26日、中野テアトルBONBON） - 日替わりゲスト

2024年
- WaVe'S第3回公演『不咲息子〜さかずきっず〜』（2024年3月27日 - 31日、ぽんプラザホール） - 主演・櫻井幸之助 / マイケルクロサワ 役[2]
- WaVe'S第4回公演『ジョダンダンジョ』（2024年6月26日 - 30日、中野テアトルBONBON） - 山川オーナー 役[3]
- 修羅王丸外伝『闇闘演舞伝』（2024年8月7月 - 12日、劇場MOMO / 9月6日 - 8日、ベイサイドライブホール） - 佐藤、関白 役[4]
- WaVe’S第5回公演『Get Back!!2024』（2024年9月25日 - 29日、中野テアトルBONBON） - 康夫 役
- WaVe’S第6回公演『六山荘の恋人』（2024年12月18日 - 22日、コフレリオ新宿シアター）

2025年
- WaVe'S 第9回公演 『祭りのかけら』（2025年7月30日 - 8月3日、ザ・ポケット） - ニック 役[5]

## 出演PV
2014年
- 『ひらくドア/ミニアルバム』（2014年3月5日発売、アルバム「君と世界の歌」収録）
- 『ボンジュール鈴木/5番目のPoupée "コレット"』（2014年10月15日ニコニコ動画投稿、2015年1月14日発売アルバム「私こぶたちっく」収録）

## 出演イベント
2014年
- ニコ生『SBチャンネル』（2014年8月28日 - 2016年6月4日、北参道放送局） - 予告編含め全42回、公開生放送、レギュラー出演
- 原宿JOL『イケメン横丁』（2014年 - 不定期出演）
- 『Zero Amenity Xmas公演』（2014年11月20日、道玄坂cafe）

2015年
- 『東京ボーイズコレクション2015』（2015年3月12日、代々木第二体育館）
- 『ハンサム童話』朗読劇（2015年7月14日、K-STAGE O!）
- 『Zero Amenity1周年公演』（2015年7月22日、道玄坂cafe）
- 『ハンサム童話』朗読劇（2015年8月29日、シアターYES）
- 『Gnome Halloween』（2015年10月27日、Gyoen ROSSO 198）

2016年
- 『BoysLiveStation〜vol.7〜』（2016年2月6日、代アニライブステーション） - MC
- 主催『みっくすぼっくすvol.1』（2016年5月27日、秋葉原MOCHU PIT）
- 主催『みっくすぼっくすvol.2』（2016年7月22日 - 23日、東中野バニラスタジオ）
- ニコ生『SBステーション』（2016年7月30日 - 2017年3月18日、北参道放送局） - 全7回、公開生放送
- 『スマイル☆スパーク みっくすぼっくすvol.2,5-出張編-』（2016年9月6日、なかの芸能小劇場）
- ニコ生『BOYS GOTEN-ボーイズ御殿-Vol.3』（2016年9月10日、北参道放送局） - 公開生放送
- 主催『みっくすぼっくすvol.3-カフェ編-』（2016年9月22日 - 23日、池袋グレイスカフェ）
- リーディングライブ『Trick 'r Treat』（2016年10月22日 - 23日、新宿Bar Revolution）
- 主催『みっくすぼっくすvol.5-HALLOWEEN PARTY-』（2016年10月30日、MAGARI洗足店）
- 『ゆるふワンダーランド〜今夜、貴女の輝ける宝石を頂きに参ります〜』（2016年12月11、clubDorothy） - みっくすぼっくすとしてMC出演

2017年
- 即興芝居『RaveAmenity』（2017年1月29日 - 不定期月1回開催（1月 - 3月、道玄坂Cafe / 4月 - 、新大久保ホボホボ）） - 準レギュラー
- 『SPADE LINE×STYLISH BOYSスペシャルコラボトークショーイベント』（2017年2月11日、絵空箱）
- 主催『みっくすぼっくすvol.6-ちょっと遅めのバレンタインイベント-』（2017年2月19日、akihabaraνLOND BELL）
- 主催『みっくすぼっくすvol.7〜結成1周年〜ついでに坂本真一（6月6日）の早めのバースデーもしちゃう？』（2017年5月27日、ネバーエンディングランド）
- 視聴者参加型演劇情報バラエティ WebTV『エンタの素』（2017年6月8日、高田馬場 Live CAFE mono） - 公開生放送
- カフェイベント『五十嵐啓輔&木田健太のそういや誕生日かも』（2017年7月17日） - 3部のみ出演
- ニコ生『SB cinemart』（2017年7月27日〜不定期月1回放送、シブハラスタジオ） - 公開生放送
- 主催『みっくすぼっくすVOL.8〜24時間ハロウィンパーティー』（2017年10月29日、東中野バニラスタジオ）
- 『スナックフェスティバルin赤坂vol.2』（2017年11月28日、赤坂チャンスシアター）
- 『スナックフェスティバルin赤坂vol.3』（2017年12月18日、赤坂チャンスシアター）
- 主催『3週連続みっくすぼっくす祭りVOL,9,10,11〜今年の年末のイベントはみくぼが戴いたぜ〜』
  - 『みっくすぼっくすVOL.9〜菅井義久生誕祭』（2017年12月16日、下北沢ネバーエンディングランド）
  - 『みっくすぼっくすVOL.10〜みくぼクリスマス』（2017年12月23日、小劇場じゃがいも村）
  - 『みっくすぼっくすVOL.11〜みくぼ忘年会』（2017年12月30日、東中野バニラスタジオ）

## 出演ラジオ
2017年
- 山本かおりがパーソナリティを務める『渋谷DEもっさんタイム』（2017年6月22日、Shibuya Crss-FM（88.5mhz）） - 公開生放送、ゲスト出演
- シアターグリーンプレゼンツ『アクターズ・ブラボー！』（2017年7月1日、12月2日、レインボータウンFM（79.2mhz）） - 公開生放送、ゲスト出演